# Hupfeld (fàbrica)

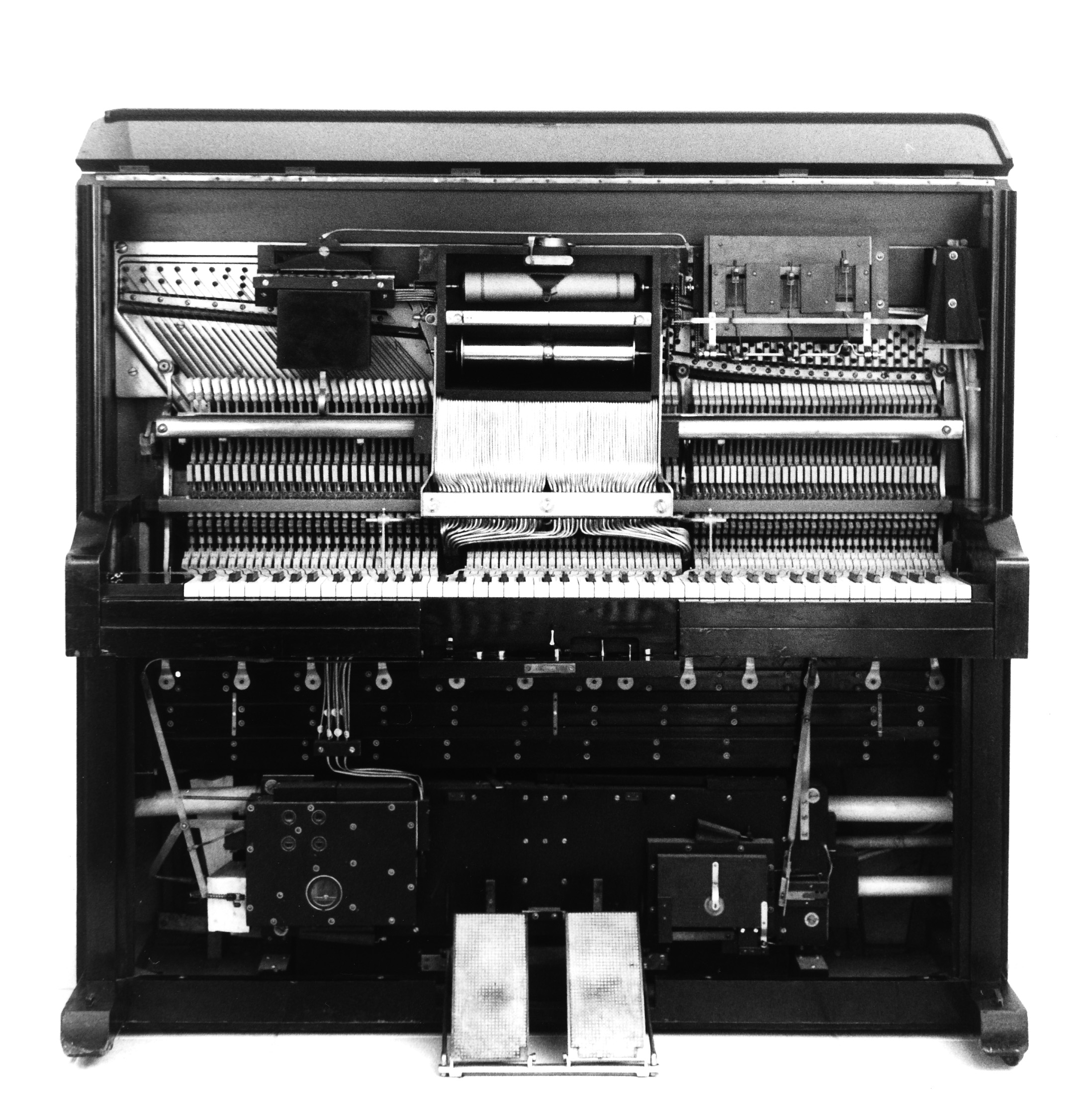
Pianola Hupfeld, mecanisme Phonola.

Hupfeld va ser una fàbrica de pianos, pianoles i rotlles de pianola, creada per Ludwig Hupfeld (Leipzig, Alemanya) qui va formar la seva empresa l'any 1872, conjuntament amb el seu soci Otto Tetzner.
L'any 1892 va passar a fer-se càrrec de la companyia J M Grob, dedicada a la construcció i venda d'instruments mecànics, empresa que es va convertir en Societat Anònima l'any 1904, aquest cop sota el nom de Ludwig Hupfeld A.G. La fabricació de pianoles com les Phonola, Phonoliszt, Solophonola o Duophonola, entre moltes altres, era combinada amb la producció de rotlles de pianola adaptats als avenços dels nous instruments.
La fàbrica de Hupfeld a Leipzig fou la més gran d'Europa dedicada als instruments mecànics. L'empresa va canviar el seu nom a Hupfeld-Gebr Zimmermann a causa de la unió el novembre del 1926 amb una altra empresa de rotlles de pianola, la Leipziger Pianofortefabrik Gebrüder Zimmermann A-G, fundada per Max Zimmermann. Es creu que la companyia va estar en funcionament fins a l'esclat el 1939 de la Segona Guerra Mundial.

## Pianos, pianoles i altres instruments
La casa Hupfeld va fabricar diversos models de pianos i pianoles, així com inventar altres instruments mecànics i reproductors.
- Pianos
- Pianoles: Hupfeld van ser els primers a crear un sistema automàtic de canvi de rotlles, molt útil per a les pianoles situades a espais públics on els rotlles es canviaven de forma continuada.

- Altres instruments/reproductors
  - Piano-orquestra Atlantic. Reproductor emprat per a l'entreteniment en espais públic. No disposava de teclat, ja que no funcionava com a instrument.[3]
  - Book-playing piano. Pensat per espais privats, funciona només com a reproductor, disposant del mecanisme del piano però no del teclat. El sistema de reproducció està col·locat dins d'un moble, semblant a un armari, on el rotlle s'estén de forma vertical. Gràcies a aquesta col·locació, pot reproduir peces força llargues de música.[4]
  - Phonoliszt-Violina. Primer model del que després s'anomenaria violí automàtic. Va entrar al mercat l'any 1908. Es tracta d'un instrument pneumàtic, que a més de disposar del sistema de la pianola (amb el teclat i la cabina pel rotlle) té tres violins dins d'una gàbia giratòria que es toquen mecànicament, podent-se executar únicament una corda per violí.[5]

## Rotlles de pianola

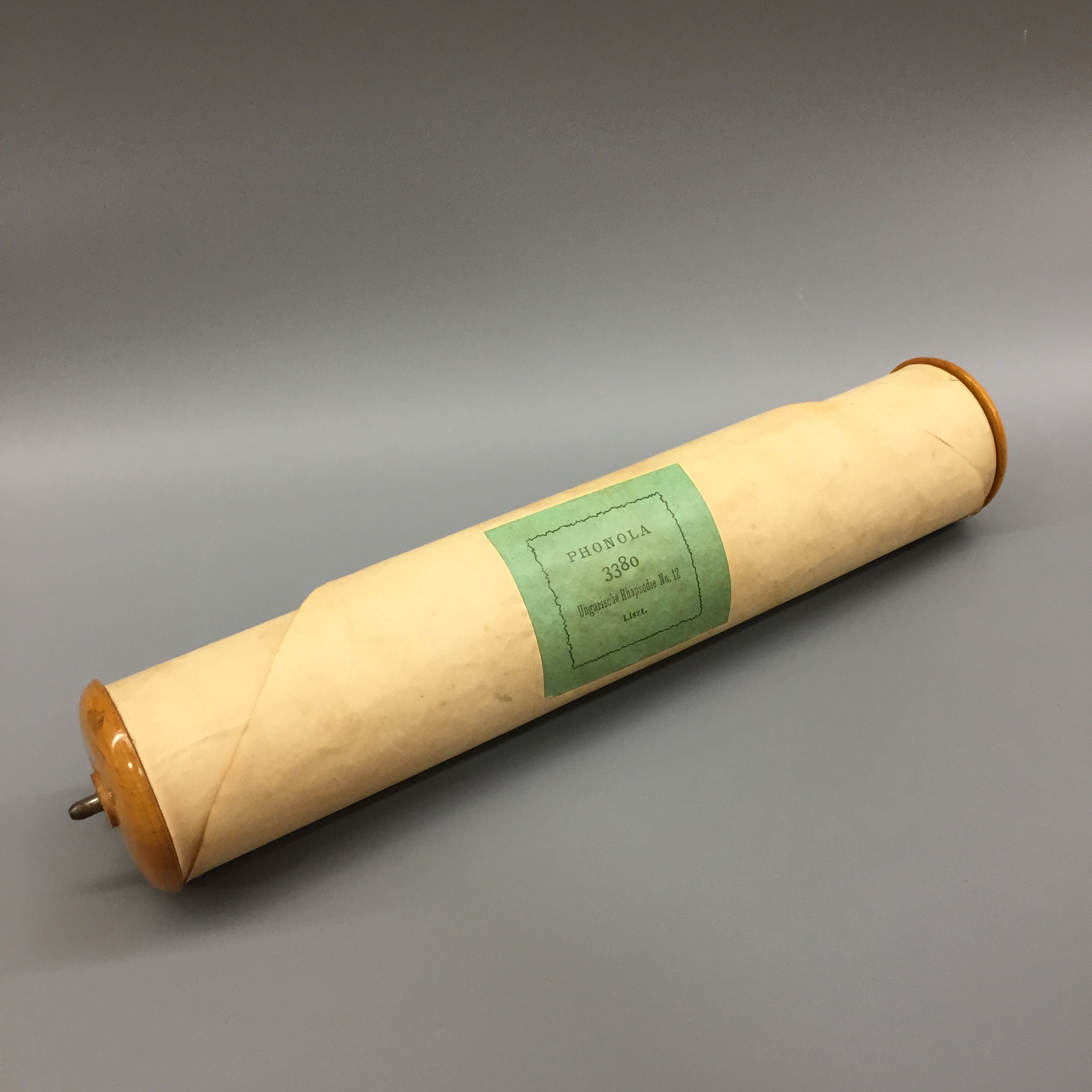
Rotlle de pianola Phonola, de la casa Hupfeld. Fons del Museu de la Música de Barcelona

La fàbrica de Hupfeld generava grans quantitats de cintes perforades pels seus propis instruments. Eren coneguts per la seva qualitat. Una de les tipologies de rotlles més destacades eren els Animatic Artists Roll, que permetien reproduir una interpretació que l'artista havia enregistrat. Aquests rotlles podien escoltar-se amb les habituals pianoles de 88 notes, cosa que facilità la seva difusió.

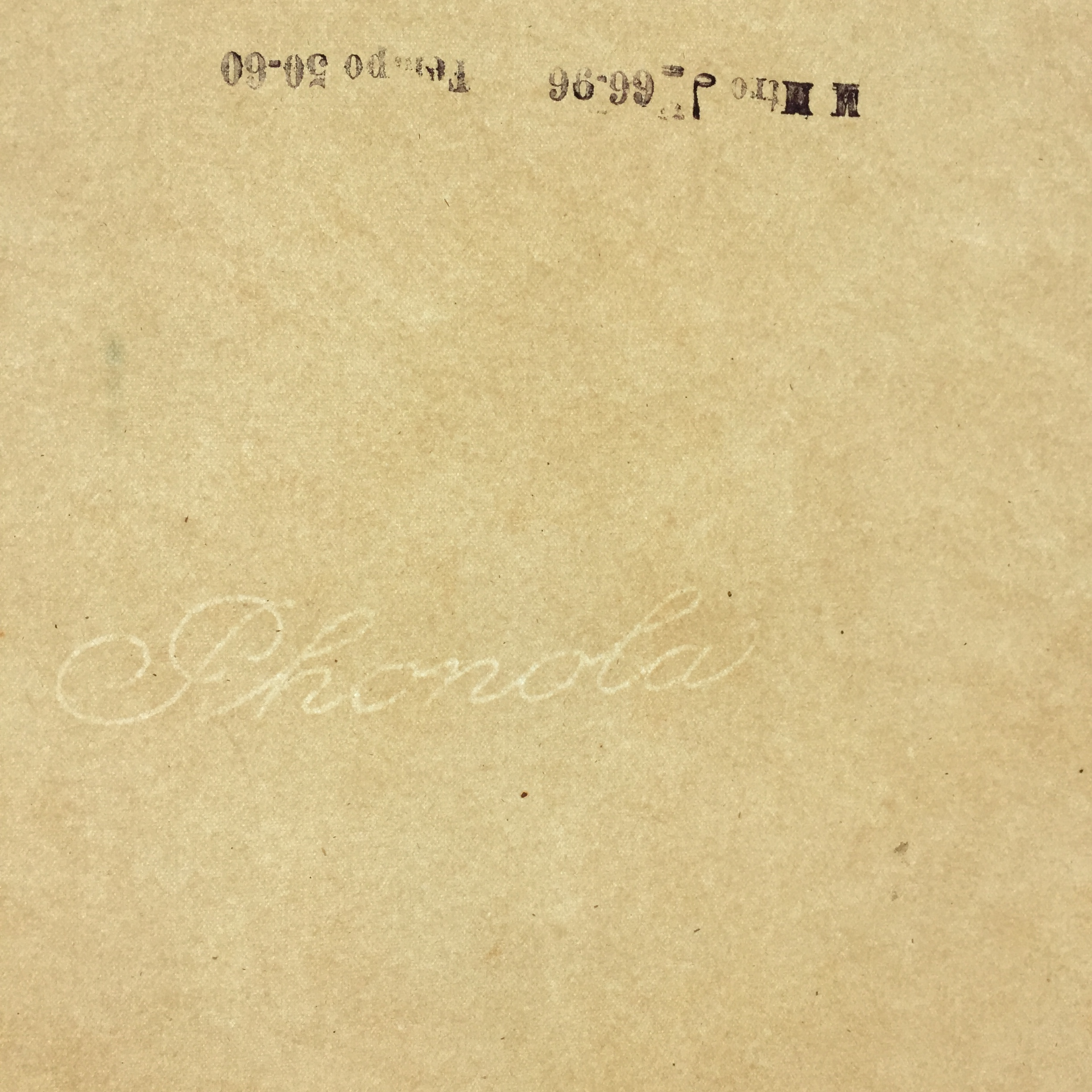
Marca d'aigua d'un rotlle de la casa Hupfeld, on es pot llegir la paraula Phonola.

Un dels més importants proveïdors de papers de rotlles a Europa era la companyia Alemanya Hoffmann & Engelmann, que venia el seu producte d'alta qualitat a un gran nombre d'empreses de pianoles. Hupfeld va decidir comprar aquesta fàbrica de paper de gran renom i va adquirir així tota la producció de Hoffmann & Engelmann. En aquells moments l'empresa de rotlles de pianola de Hupfeld es va trobar en el seu punt àlgid; amb uns 2000 empleats i 5 fàbriques, produïen 50 milions de metres de rotlles cada any, així com gairebé mitja tona de paper residual a la setmana corresponent als forats d'aquests. Aquesta gran quantitat de paper sobrant s'emprava com a combustible per a la màquina de vapor que posava en funcionament els perforadors.
Una de les característiques singulars del paper de Hoffmann & Engelmann en els seus orígens eren les marques d'aigua que incorporaven als rotlles. Aquestes, on s'hi podien observar les sigles “H&E”, s'anaven repetint de forma regular al llarg de la cinta perforada, tot afegint al final la data de l'any de fabricació. Quan l'empresa va passar a mans de Hupfeld s'hi incorporà una nova marca d'aigua amb la paraula Phonola, que de la mateixa manera s'anava repetint durant tot el rotlle, configurant així una imatge distintiva que mostrava la unió d'ambdós fabricants.
El sistema Themodist, que permetia accentuar algunes notes per tal d'aconseguir un so més proper al dels pianos gràcies al nou ventall de possibilitats sobre les dinàmiques, ha estat sovint vinculat a la Aeolian Company, qui el va popularitzar. Aquest sistema, però, va ser inventat per Hupfeld amb el nom de Solodant. L'empresa nord-americana Aeolian va comprar els drets d'explotació d'aquest nou sistema, que ràpidament es popularitzà amb el nom de Themodist. Les perforacions d'expressió en el cas dels rotlles de Hupfeld anaven situats al centre del rotlle, a diferència de la col·locació que es poden trobar a altres marques, on sovint se situen als costats.
Si bé les mides d'escala més populars dels rotlles van ser les de 65 i 88 notes, Hupfled en va fabricar també de 73 notes, alhora que va produir pianoles pensades per aquesta escala. Aquest sistema no va gaudir, però, de l'èxit que sí que tingueren els altres dos.
L'últim rotlle publicat que es pot trobar al catàleg és de l'any 1934.